# Nazionale maschile di beach soccer dell'Albania
La nazionale di beach soccer dell'Albania rappresenta l’Albania nelle competizioni internazionali di beach soccer. E' gestita ed organizzata da '' Shoqata Sportive Minifutbolli Sqhiptar'' (Associazione Albanese del Minifootball) ( Albanian Minifootball Association)
La squadra nazionale albanese ha esordito in una partita amichevole nel 2012 contro una squadra non ufficiale del Kosovo che, all'epoca, non era ancora stata riconosciuta dalla FIFA per prendere parte a partite ufficiali internazionali. Una rarità nel beach soccer, ma più comunemente nelle amichevoli, la partita è finita come pareggio. L'Albania ha proseguito il suo percorso nel 2015 ai Giochi del Mediterraneo. La squadra contiene molti degli stessi giocatori che giocano anche per la squadra nazionale futsal albanese.

## Rosa
Aggiornata a settembre 2015
| N. |                    | Ruolo | Calciatore      |
| -- | ------------------ | ----- | --------------- |
| 1  | Albania (bandiera) | P     | Klodian Rrapi   |
| 3  | Albania (bandiera) | A     | Enea Kadiu      |
| 4  | Albania (bandiera) | D     | Arjan Bllumbi   |
| 5  | Albania (bandiera) | D     | Marvin Turtulli |
| 6  | Albania (bandiera) | C     | Rigest Karaj    |
| 7  | Albania (bandiera) | A     | Elion Spahiu    |

| N. |                    | Ruolo | Calciatore     |
| -- | ------------------ | ----- | -------------- |
| 8  | Albania (bandiera) | D     | Erion Hoxha    |
| 9  | Albania (bandiera) | A     | Endrit Kaca    |
| 10 | Albania (bandiera) | D     | Olsi Bajollari |
| 11 | Albania (bandiera) | C     | Admir Mehja    |
| 12 | Albania (bandiera) | P     | Klajdi Metani  |
| 14 | Albania (bandiera) | A     | Blendi Gockaj  |

Allenatore: Ergys Kadiu, allenatore in seconda Engert Bakalli

Team Manager : Nderim KACELI